# Тул Хостилий
Тул Хостилий (на латински: Tullus Hostilius) според легендата е третият цар на Рим. Управлявал от 673 пр.н.е. до 642 пр.н.е.. Той е наследник на Нума Помпилий. За разлика от своя предшественик Тул е известен като войнствен цар.
Тул Хостилий е внук на Хост Хостилий, римски благородник, който се бие заедно с Ромул и умира по време на инвазията на сабините в Рим.
По негово време е победен град Алба Лонга. След поражението във войната (победата на трима шампиони на Рим срещу трима на Алба) Алба Лонга става васален град на Рим. Въпреки това диктаторът на Алба впоследствие предава Рим, което кара Тул да заповяда Алба Лонга да бъде разрушен. Мигриралите граждани от разрушения град отиват в Рим, където са интегрирани и стават римски граждани.
Също така Тул Хостилий воюва успешно срещу Фидена, Вейи и срещу Сабините.
Тит Ливий разказва, че Тул отдавал малко значение на религиозните ритуали по време на управлението си, тъй като не били достойни за вниманието му. В края на царуването му Рим е засегнат от серия от чудеса, включително дъжд от камъни от планината Албани (в резултат на което се състоял публичен религиозен празник, който продължил девет дни – novendialis). Прозвучал глас от върха на планината, който се оплаквал от това, че бившите жители на Алба Лонга не са предани на боговете си, и мор ударил Рим. Цар Тул бил сполетян от болест. Прегледал текстове от Нума Помпилий и се опитал да принесе жертва на бог Юпитер, както се препоръчвало от Помпилий. Тул обаче не извършил церемонията правилно, заради което той и къщата му били поразени от мълния, която ги превърнала в прах – това бил гневът на Юпитер.

## Мит и история
Както при всички царе на Рим, събитията от времето на Тул Хостилий се приемат със скептицизъм от съвременните историци. Част от това се дължи на очевидни пропуски в литературата за царете: много прилича на объркване на древните източници, които описват еднакви дела на Тарквиний Приск и на Тарквиний Горди. Постиженията на Тул Хостилий според много учени са дубликат на делата на Ромул: двамата живеят сред пастири,  воюват срещу Фидена и Вейи, удвояват броя на гражданите и организират армията. В допълнение Тул Хостилий е войнствен и свиреп характер – пълна противоположност на миролюбивия и благочестив Нума Помпилий; първите римски летописци може би просто са приписали агресивни качества на Хостилий от наивност, като изхождат от езическото му име Хостилий – Hostilius („hostile“ враждебен, на латински).
Според друга гледна точка Тул Хостилий вероятно е историческа личност и е бил цар на Рим. Личното му име Тул (Tullus) е уникално в римската култура, а неговото езическо име е достатъчно архаично лингвистически, за да изключи възможността да е недодялан опит за измисляне на човек, направен в по-късен период. Освен това две различни събития по време на царуването му са исторически факти, тоест известно е, че тези събития са се случили през ранния царски период, макар тяхната връзка с Хостилий да е спорна.
Първото събитие е разрушаването на Алба Лонга. Това, че планината Албани е място, където се е помещавало голямо селище и че това селище е паднало под римска власт през царския период, е извън съмнение. Но кога и от кого е разрушено, е несигурно: почти сигурно е, че покоряването му е в по-късен период от този, описан от Тит Ливий, може би селището е разрушено от латините, а не от римляните.
Второто историческо събитие е построяването на сградата, в която се е помещавал сенатът – Курия Хостилия, чиито останки в северозападния край на форума са датирани около 600 пр.н.е. и за която традиционно се смята, че е построена от Хостилий и в негова чест носи името му. Въпреки че датата 600 пр.н.е. поставя сградата извън периода на управлението на Хостилий, това не е проблем: абсурдно дългото управление на римските царе (средно по 34 години) никога не е било приемано сериозно от учените. Традиционната хронология за царския период на Рим е без аналог. Дори при изключително стабилната и здрава английска монархия средната продължителност на управлението на крал/кралица е 21 години. По-правдоподобна хронология дава T. J. Cornell, подкрепена от скорошни археологически изследвания: като дължина на царския период се посочват не 240, а около 120 години – между 625 пр.н.е. (откогато са първите знаци за урбанизация и унифициране на Рим според археологическите находки) и 500 пр.н.е. Това би поставило построяването на Кория Хостилия в периода на управлението на Тул и също така обяснява името на сградата.

## В културата
Събития от времето на царуването на Тул Хостилий са използвани като основа на опери през бароковия период на музиката, първата от които е операта Tullo Ostilio изпълнявана в Рим през 1694 г. с музика на Джовани Батиста Бонончини. Оперни потпури с името Tullo Ostilio се изпълняват в Прага през 1727 г. и в Бърно през 1735 г. включващи музика от Антонио Вивалди. В съответствие със съвременната практика, историята се концентрира върху измислени любовни истории, включващи членове на семействата на основните персонажи.